# 甲良氏
甲良氏（こうらし）は、江戸幕府の作事奉行輩下である幕府大棟梁を務めた家系である。建仁寺流として11代まで続いた。
- 主に日光東照宮造営、修理を行った。江戸時代末期には安政大地震によって崩壊した江戸城修復なども行った。
- 初代は甲良宗広（1574年-1646年）といい、現在の滋賀県甲良町法養寺出身。慶長元年（1596年）、京都近衛関白殿御門を建てる際、左甚五郎より片扉宛分を仰せ付けられ、褒美をいただいた。現在、甲良町には甲良豊後守宗廣記念館がある。
- 3代宗賀の時、日光東照宮修繕の褒美として切米100俵と市谷の地（市谷甲良屋敷、のち試衛館となる。現在の市谷柳町25番地）を拝領する。また自らは拝領地に居住せず、千住に屋敷を設けている。現在、東京都新宿区市谷甲良町にその名を残す。
- 10代甲良棟全（明治11年（1878年）没）は安政大地震で倒壊した江戸城破損部の修繕を行い実質、最後の大仕事となった。
- 11代甲良棟隆（匠造、明治43年（1910年）没）の際、明治維新を迎え、廃業した。流派は10代の子である大島盈株に引き継がれ、のちに初代新橋駅等の鉄道建築物の造営に貢献した。
- 甲良氏は、11代棟隆の子・伝次郎（鉄道省技師）が昭和21年（1946年）に没して断絶した。菩提寺は港区芝の正念寺。

## 甲良氏歴代一覧
1. 甲良宗広
2. 甲良宗次
3. 甲良宗賀
4. 甲良宗員
5. 甲良棟利
6. 甲良棟保
7. 甲良棟政
8. 甲良棟村
9. 甲良棟彊
10. 甲良棟全
11. 甲良棟隆